# Diloro
Diloro est une ville du Botswana.